# الببليوغرافيا الرقمية ومشروع المكتبة
الببليوغرافيا الرقمية ومشروع المكتبة هو موقع ويب من نوع قاعدة بيانات ببليوغرافية أنشئ في 1993، الموقع ملك Dagstuhl ‏.

## وصلات خارجية
- الموقع الرسمي